# Арабелла — дочка пірата
«Арабелла — дочка пірата» (ест. «Arabella, mereröövli tütar») — радянський художній фільм-казка 1983 року. За мотивами однойменної казки естонської письменниці Айно Первік.

## Сюжет
Дев'ятирічна Арабелла, дочка ватажка справжнього піратського судна «Скорпіона», навіть не підозрює, що на світі існує взагалі інше життя. Її батько — гроза всіх морів, жорстокий і злий Тааніель на прізвисько Куля. Відчайдушна і зухвала дівчинка росте в усьому схожою на свого батька. Одного разу пірати піднімають на борт дивного чоловіка на ім'я Ааду, він вчить дівчинку розрізняти добро і зло. Їм трьом незабаром належить покинути корабель і пережити чимало пригод на суші і на морі…

## У ролях
- Інга-Кай Пускар — Арабелла
- Лембіт Петерсон — капітан Тааніель Куля
- Тину Карк — пірат «Душегуб»
- Антс Андер — пірат «Дерев'яшка»
- Лембіт Ульфсак — Рууге Тююп, філер
- Урмас Кібуспуу — Ааду
- Райво Трасс — Мануель
- Сулев Луйк — сліпий музикант-співак
- Хейно Мандрі — капітан військового судна
- Аарне Юкскюла — капітан «Матільди»
- Ільмар Таммур — пірат Адальберт, кок на піратському судні

## Знімальна група
- Режисер і сценарист — Пеетер Сімм
- Оператор — Арво Іхо
- Композитор — Яанус Нигісто
- Художники — Прійт Вахер, Хейккі Халла